# Sochařský ateliér Jana Laudy
Sochařský ateliér Jana Laudy se nachází v Praze 8 Libni na Libeňském ostrově. Byl postaven jako provizorní stavba a nemá číslo popisné. Od roku 1991 je chráněn jako nemovitá kulturní památka České republiky. Sídlí zde designérské studio s architekty.

## Historie
Sochařský ateliér ve stylu funkcionalismu byl postaven v roce 1930 podle projektu architekta Otakara Novotného, zhotoveného pravděpodobně roku 1928. Stavbu objednala „Společnost ku zřízení pomníku J. A. Komenského v Amsterdamě“. V ateliéru po celý život pracoval český sochař Jan Lauda. Po smrti sochaře roku 1959 zdědili ateliér jeho žena a syn.
Poté, co bylo v 60. letech 20. století rozhodnuto ucházet se o pořádání Olympijských her v Praze, měly být všechny zdejší stavby zbořeny a na jejich místě postavena plánovaná olympijská vesnice. Ateliér byl nabídnut bývalému žáku Laudy Zdeňku Němečkovi s tím, že za dva roky od koupě jej musí zbořit; Němeček ateliér i s tímto závazkem koupil. Okolní objekty byly zdemolovány, ale zboření ateliéru se oddalovalo, až bylo od pořádání Olympijských her v Praze upuštěno. Jediným objektem postaveným k tomuto účelu se stal Hotel Olympik v Karlíně (1971).

## Popis
Stavba je situována na parcele č. 4003/1 v okrajové zástavbě severně od Libeňského mostu, kde hraničí se zahrádkářskou kolonií. Přízemní zděný objekt je jednoduchý, kubický s rovnou střechou. V hlavním severním průčelí je v železné konstrukci široká prosklená stěna přecházející jako ateliérové okno do střechy. Na východní a jižní straně obíhá kolem vyšší střední části stavby terasa. V západním průčelí je vstup do ateliéru. Interiér je zcela zaplněn prostorem ateliéru; pojí se k němu jen dílna, předsíň a malé zázemí. Budovu obklopuje zatravněná plocha, která je osazena plastikami od sochaře Zdeňka Němečka. Na přelomu března a dubna 2025 zatím neznámý pachatel či pachatelé odcizili zhruba 300 kilogramovou Němečkovu sochu „Rosa“.